# アークティック (企業)

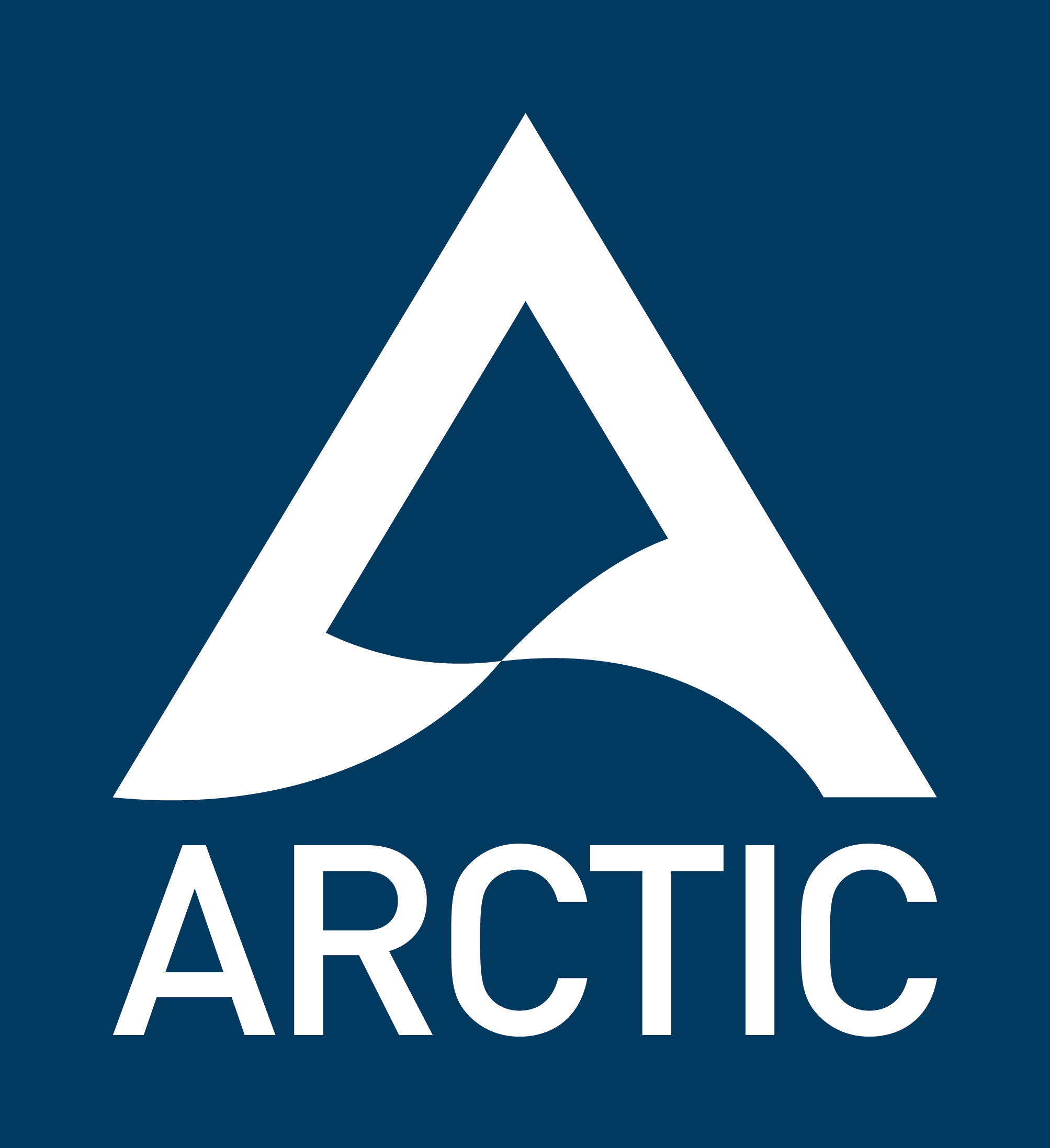
アークティックのロゴ

アークティック (Arctic, ARCTIC) は、コンピューターの熱対策製品を製作・販売しているスイスの私企業である。本部はチューリッヒ州プフェッフィコンに置かれている。2010年、アークティック・クーリング (Arctic Coolong) から改称した。

## 製品

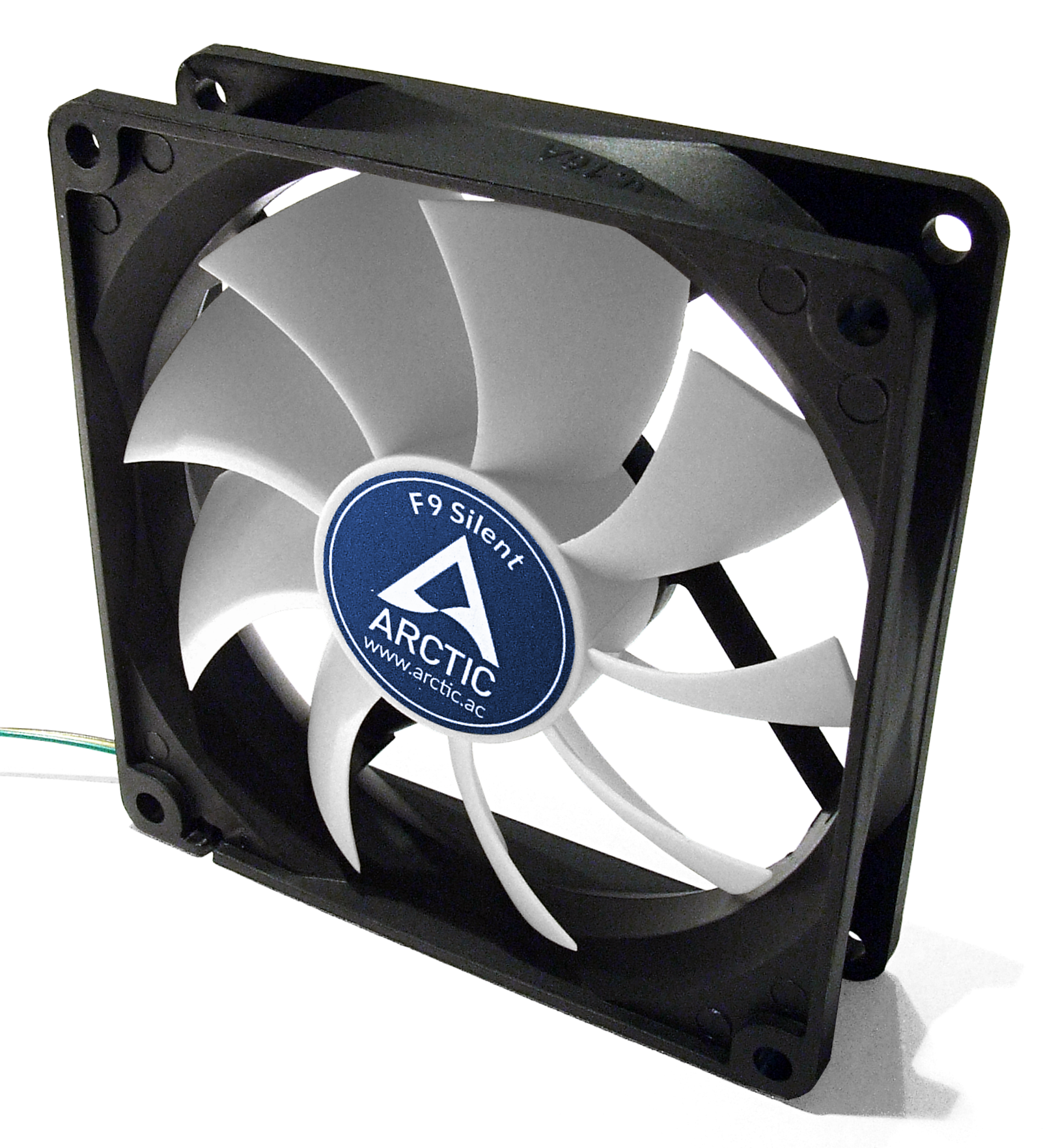
冷却ファン「F9 Silent」

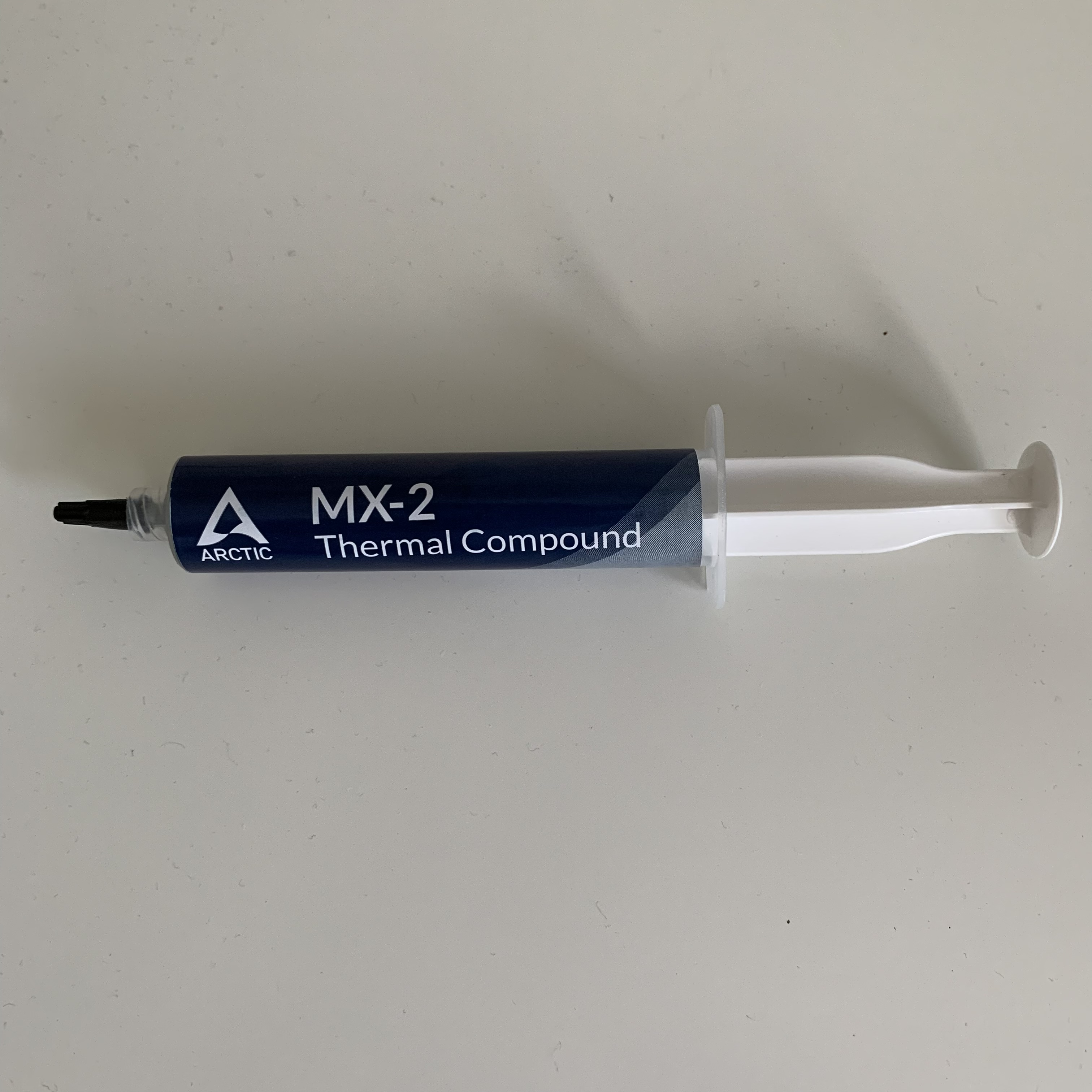
放熱グリス「MX-2」

CPUクーラーおよびGPUクーラー、ヒートシンク、ケースファン、PCケースや電源、グリースなどを販売しているが、その中でも特にGPUクーラーのメーカーとして知られている。

## 歴史
2001年、GmbH（有限会社）として設立。資本金は2万スイス・フラン。
2002年には香港で ARCTIC COOLING (HK) Ltd. を設立する。
2003年、その企業形態をGmbHからAG（株式会社)
へと変更する。これにともない資本金を10万スイス・フランに増資する。
2005年には北米でのカスタマーサービスを目的とした ARCTIC COOLING Inc. をニューヨークに設立。2007年に ARCTIC COOLING Inc. はカリフォルニアへと移転した。
2010年、Arcticに改称した。

## 日本での販売
サイズが正規販売代理店を務める。